# Ogygopsis
L'ogigopside (gen. Ogygopsis) è un artropode estinto, appartenente ai trilobiti. Visse nel Cambriano medio (circa 510 - 505 milioni di anni fa) e i suoi resti fossili sono stati ritrovati in Nordamerica e in Antartide.

## Descrizione
Questo trilobite possedeva un esoscheletro compatto e allargato, di tipo isopigio (ovvero con un pigidio quasi identico, come forma e dimensioni,al cephalon). Il cephalon possedeva due spine genali ben pronunciate e rivolte all'indietro, ed era dotato di una glabella molto rilevata, allungata fino al bordo anteriore e sprovvista di solchi. Gli occhi, di grandezza media, erano posizionati all'incirca a metà della glabella. Il torace era composto da otto segmenti, con ampie pleure sprovviste di spine alle estremità. Il pigidio era molto sviluppato, e possedeva un asse plurisegmentatoche si allungava fino a raggiungere il bordo posteriore. Le parti laterali del pigidio erano attraversate da solchi pleurali trasversali; la parte posteriore del pigidio era liscia e arrotondata. Solitamente Ogygopsis non misurava più di 10 centimetri di lunghezza.

## Classificazione
Ogygopsis è il genere tipo degli Ogygopsidae (a volte inclusi nei Dorypygidae), una famiglia di trilobiti dell'ordine dei Corynexochida. Quest'ordine comprende un gran numero di generi che vissero esclusivamente nel Cambriano, ed erano dotati di un carapace ellittico e di un pigidio largo. Ogygopsis è ben noto grazie ai numerosi resti fossili rinvenuti nel famoso giacimento di Burgess Shales, in Columbia Britannica (Canada).